# Пожар в Харроу-корте
Пожар в Харроу-Корт произошёл 2 февраля 2005 года в высотном здании в Стивенидже, Хартфордшир, Англия. Три человека (двое из них пожарные) погибли, когда огонь начал распространяться с 14-го этажа здания. Расследование показало, что произошёл аномально быстрый пожар.
В честь двух погибших пожарных — Джеффа Уорнхэма (28 лет) и Майкла Миллера (26 лет) Городской совет Стивениджа назвал две прилегающие дороги в новом соседнем проекте: «Путь Миллера» и «Авеню Уорнхэм» в 2006 и 2007 годах соответственно.
Пожар в Харроу-Корт был показан в документальном фильме BBC 2 от 30 октября 2018 года «Пожары, предвещавшие Гренфелл», как один из пяти значительных пожаров в Великобритании, произошедших до пожара в башне Гренфелл, который привёл к изменениям в правилах и политике.

## Здание
Харроу-Корт представляет собой 17-этажный жилой дом башенного типа, расположенный в районе Бедвелл Стивениджа, недалеко от центра города. Здание было построено в 1960-е. На каждом этаже расположены шесть квартир — четыре с двумя спальнями и две с одной.

## Пожар
Рано утром 2 февраля 2005 года зажжённая свеча прожгла телевизор, на котором стояла. Один из двух людей, которые спали в то время в квартире, проснулся и попытался потушить огонь. Другая жительница квартиры, Натали Клоуз, осталась спать и погибла. Двое из пожарных, которые прибыли с соседней пожарной станции, также погибли.
Житель с 15-го этажа, этажом выше источника пожара, сообщил журналистам, что пожарные сказали им «оставаться на месте», но затем решил бежать:
|       | A fireman told us to stay in the flat. We went back inside but no one came to us. We got out after an hour. It was sheer panic. It was smoky, we could not see anything, and the stairs were slippery. We are lucky to be alive. |  | Пожарный сказал нам оставаться в квартире. Мы вернулись внутрь, но никто не пришёл к нам. Мы вышли через час. Это была чистая паника. Было дымно, мы ничего не видели, а лестница была скользкой. Нам повезло, что мы остались в живых. |  |
| [ 6 ] | |  | |  |

Семь человек попало в больницу с ожогами и отравлениями дымом; один был в критическом состоянии.

## Последствия
После пожара в Харроу-корте были внесены изменения в Строительный регламент, а именно в BS 7671. С июля 2015 года он предписывает использование на путях эвакуации огнестойких кабелей, закреплённых на стенах и потолках. Постановление будет иметь силу только для новостроек, но не для реноваций.
21 сентября 2018 городской совет Стивениджа объявил о планах модернизации разбрызгивателей во всех семи высотных многоэтажных домах города. Жанетт Томас, исполнительный член Совета по жилищному строительству, заявила:
|       | We decided we want to put some sprinklers in because the wellbeing of our tenants is fundemental especially after the fire at Harrow Court. |  | Мы решили, что хотим поставить несколько разбрызгивателей, потому что благополучие наших арендаторов является наиважнейшим, особенно после пожара в Харроу-Корт. |  |
| [ 8 ] | |  | |  |